# José Odon Maia Alencar
José Odon Maia Alencar (Picos, 6 de outubro de 1928 – Teresina, 13 de junho de 2017) foi um advogado e político brasileiro que foi governador do Piauí.

## Dados biográficos
Filho de Odon Simões Alencar e Isabel Maia e Silva Alencar. Mais velho de cinco irmãos, estudou em Teresina e em Fortaleza até retornar à capital piauiense, onde cursou a Faculdade de Direito do Piauí, embrião da Universidade Federal do Piauí, graduando-se em 1952. Filiado à UDN elegeu-se prefeito de Pio IX em 1958 e deputado estadual em 1962. Como  presidente em exercício da Assembleia Legislativa do Piauí, assumiu o governo do estado quando o governador Petrônio Portela e o vice-governador João Clímaco d'Almeida renunciaram para concorrer às eleições de 1966. Governou durante um mês até que o Regime Militar de 1964 apontasse Helvídio Nunes como seu sucessor.
Após deixar o governo foi indicado conselheiro do Tribunal de Contas do Estado do Piauí em 1967 e permaneceu na corte até sua aposentadoria em 1998.